# Cao động vật

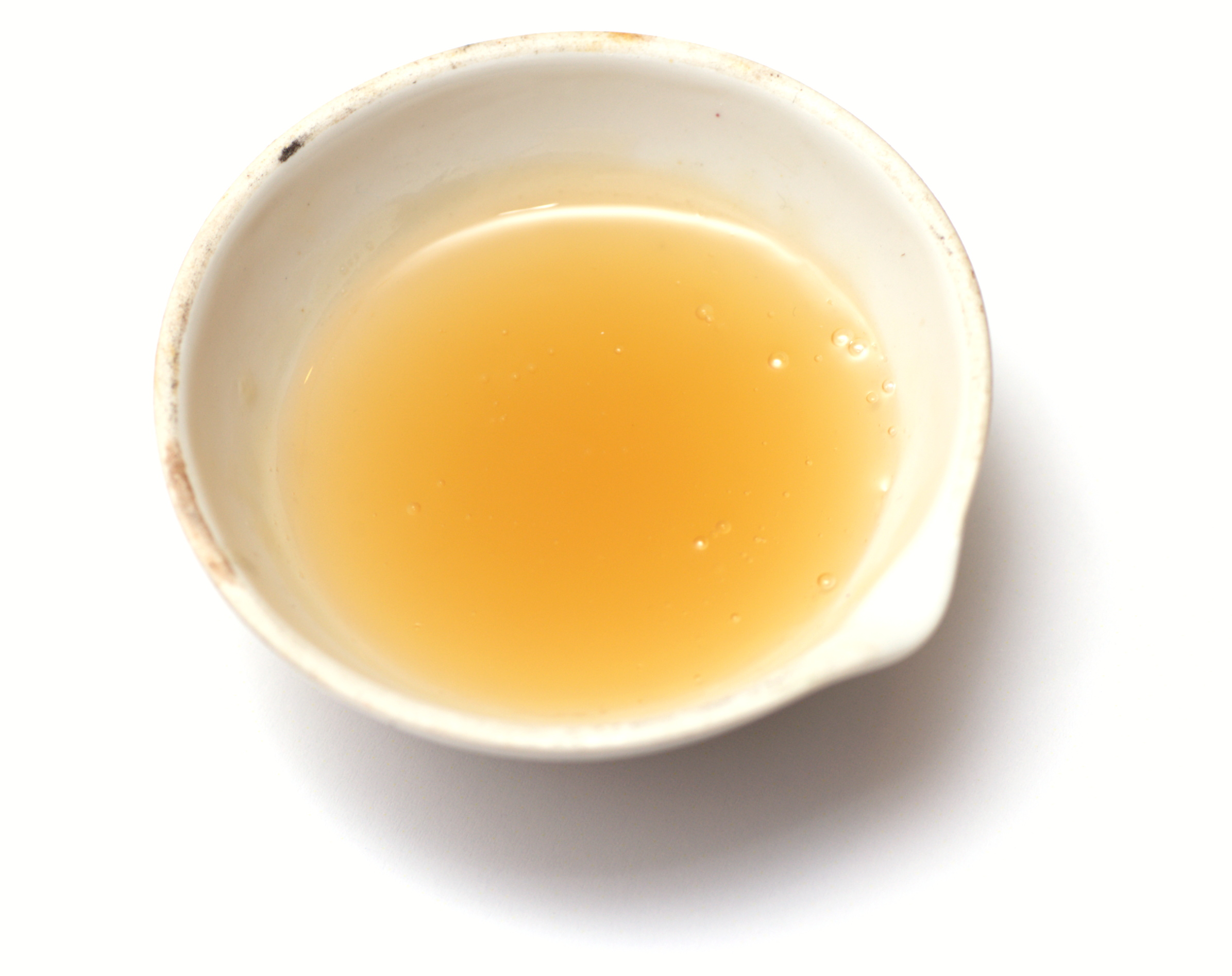
Một loại cao xương đã được kết xuất

Cao động vật hay keo động vật (Animal glue) là một chất keo hữu cơ có nguồn gốc từ protein được kết xuất chủ yếu từ phương pháp nấu và cô đặc, loại vật chất này có nguồn gốc chủ yếu từ chất keo có trong da động vật hoặc từ việc chiết xuất collagen có trong xương động vật, chủ yếu là gia súc hoặc có nguồn gốc từ gelatin tái chế. Trong dân gian, xương (cao xương) của nhiều loài vật được nấu cao làm thuốc bổ như khỉ, sơn dương, hổ, báo, gấu, ngựa, tính chất và công dụng của chúng được coi gần như nhau và được coi là những thuốc bổ toàn thân (toàn tính), riêng cao khỉ hay dùng cho phụ nữ và cao hổ cốt được coi là có công dụng đặc biệt với chứng bệnh tê thấp, đau xương, nói chung, xương động vật dùng nấu thành cao làm thuốc bồi bổ sức khỏe và chữa trị rất hiệu quả nhiều bệnh tật.

## Sử dụng

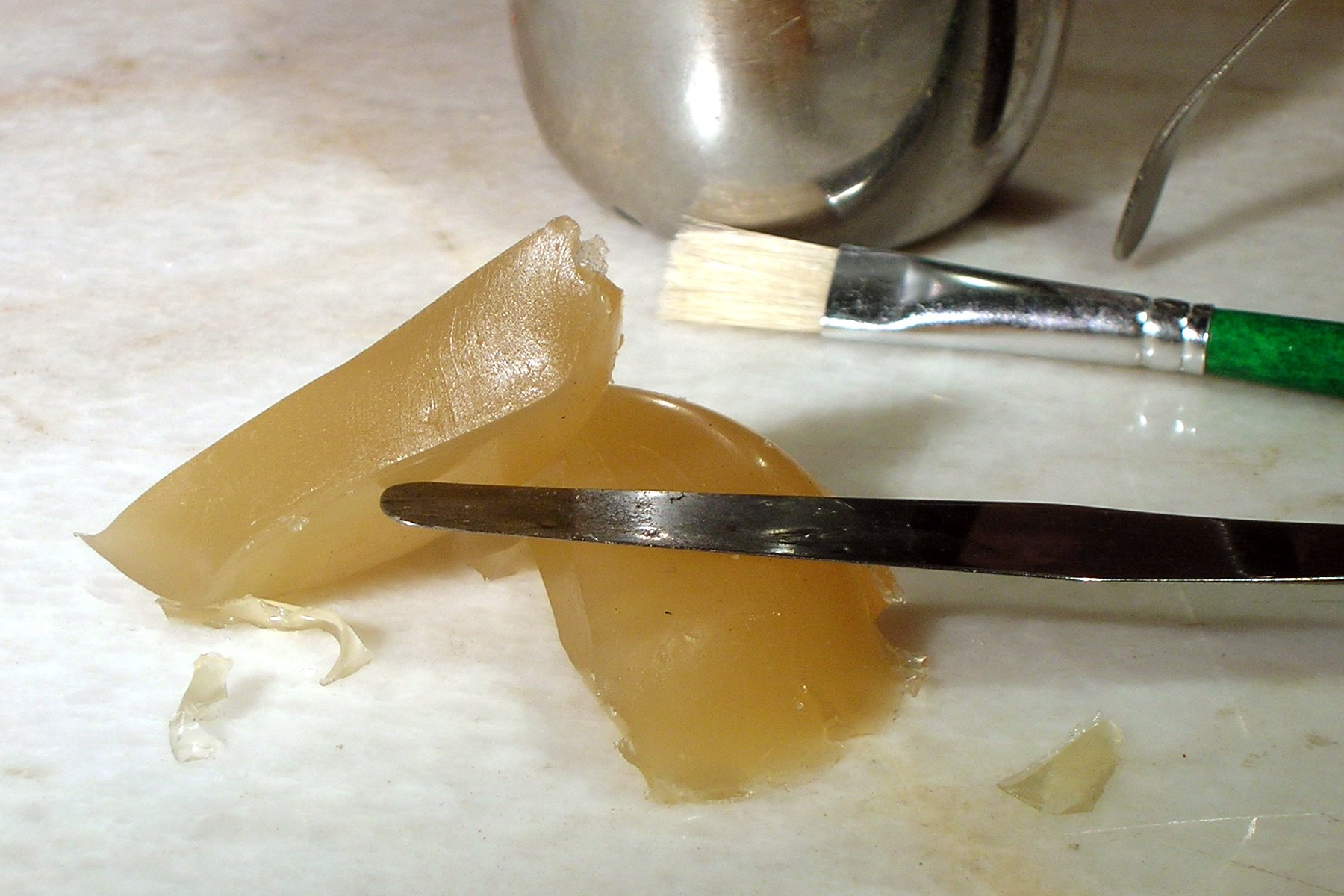
Keo cá hồi đã được cô đặc

Ở phương Tây, keo động vật là một sản phẩm động vật được sử dụng làm chất kết dính, định hình và bao phủ, miếng đệm và cho các ứng dụng trong các ngành công nghiệp. Những chất keo protein này được hình thành thông qua quá trình thủy phân collagen từ da, xương, gân và các cấu trúc mô khác, tương tự như gelatin. Bản thân từ collagen bắt nguồn từ tiếng Hy Lạp: κόλλα kolla, có nghĩa là keo, các kết cấu protein này tạo thành liên kết phân tử với vật được dán, thông thường ở phương Tây thì ngựa thường được sử dụng ngoài ra còn các loài động vật khác cũng được sử dụng, bao gồm thỏ và cá.
Trong khi đó, ở Đông y thì cao động vật còn một loại cao gọi là cao toàn tính là loại cao dùng gần hết toàn bộ con vật (xương, thịt, da) để nấu và thông thường được sử dụng làm thuốc. Cao xương động vật nói chung được dùng làm thuốc bổ dưỡng cơ thể và trị bệnh rất, dùng trong các trường hợp cơ thể suy nhược, kém ăn, mất ngủ, gầy yếu. Các bác sĩ không phủ nhận về công dụng nhất định của các loại sản phẩm từ cao xương động vật đối với sức khoẻ con người, thành phần của các loại cao nói chung đều chứa nhiều calci và có hàm lượng đạm cao. Tuy nhiên, tác dụng thực sự của chúng vẫn bị thổi phồng khi được truyền miệng từ người này qua người khác.
Trong lịch sử, khi chế tác loại cung liên hợp, các nghệ nhân cũng đã sử dụng các loại cao động vật làm nguyên liệu, cung được dán bằng a giao (keo nấu bằng xương) được dán sát vào một sợi gân động vật dẻo suốt chiều dài. Keo được nấu bằng gân trộn với da (a dao), thêm một phần xương và da cá. Vì keo xương có thể bị chảy khi dính mồ hôi nên người ta cố gắng tránh tiếp xúc với lòng bàn tay, khi nào dương cung mới phải chạm vào và có thể có một mảnh đúc bằng đồng để bảo vệ.  Keo xương gắn cung phải đỏ và để lâu năm cho thấm vào các thớ gỗ, mỗi loại da thú cho một loại keo khác màu và chỉ dùng da một số loài vật để gắn cung. Sau khi hoàn thành người ta treo cung lên cao, thường là trong bếp để cho những chất keo thấm vào thớ gỗ từ nửa tháng cho tới hai tháng.

## Chế biến

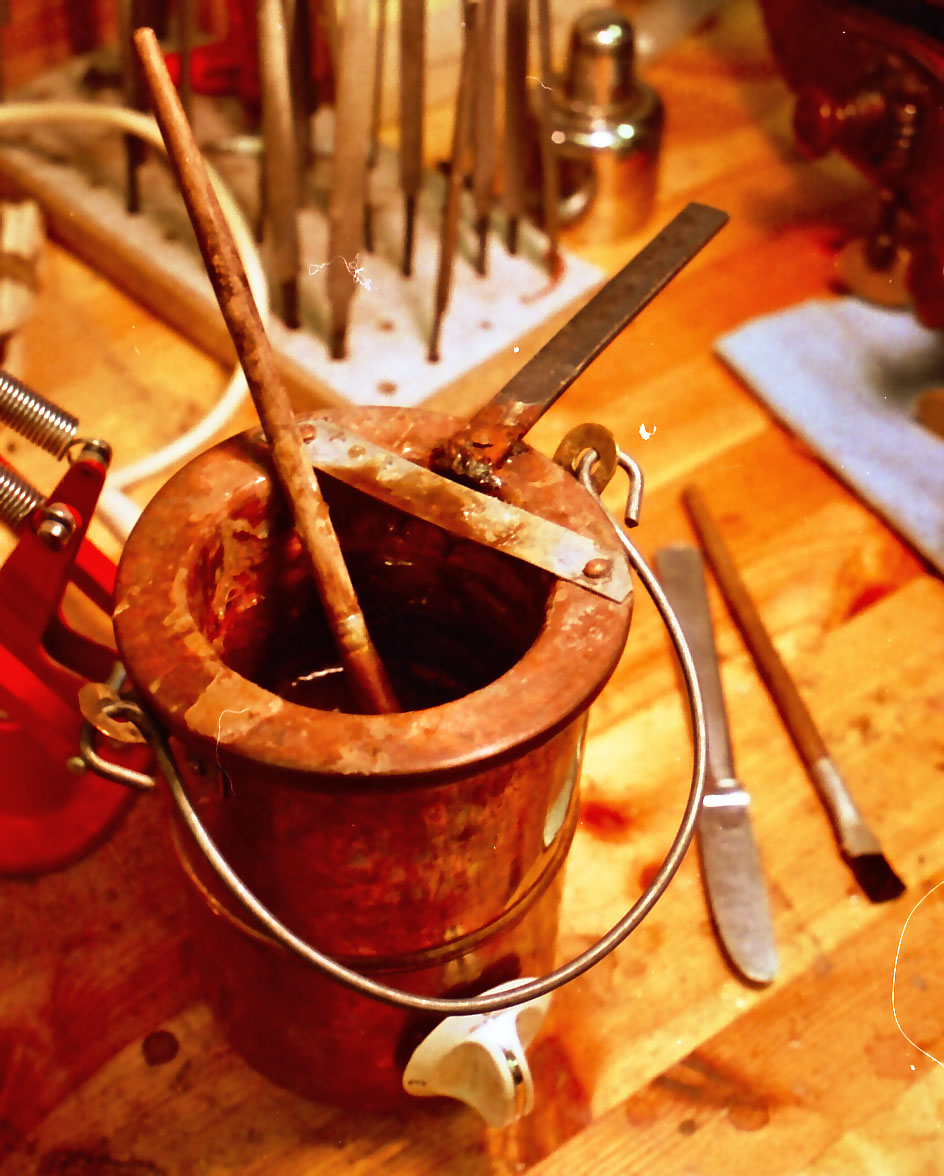
Dụng cụ chế biến keo động vật ở phương Tây

Phương pháp nấu các loại cao động vật đều giống nhau, chỉ phần tẩm sao từng loại xương hoặc sừng có khác nhau và thay đổi theo từng địa phương. Theo kinh nghiệm của nhân dân và Đông y người ta hay dùng các xương thú rừng như xương hổ để nấu cao hổ (cao hổ cốt), xương gấu để nấu cao gấu, xương Khỉ nấu cao khỉ, xương báo nấu cao báo, xương nai, xương sơn dương để nấu cao sơn dương, xương ngựa nấu cao ngựa, xương trăn để nấu cao trăn hoặc dùng toàn bộ con vật để nấu cao như khỉ, sơn dương, gọi là cao khỉ, cao sơn dương toàn tính, có nơi dùng xương các loại súc vật nuôi ở nhà để nấu cao như xương trâu, bò, chó, gà, dê.
Cao xương động vật nói chung phải được bảo quản ở nơi khô mát, kín. Hoạt chất trong xương và sừng chiết bằng nước sôi nên phải giữ cho sôi liên tục không ngắt quãng. Dịch chiết khi loãng rất dễ nhiễm khuẩn lên men thôi và độc cho nên lấy ra phải cô ngay, cô liên tục, nhiệt độ khi cô phải đảm bảo 70 °C trở lên. Trước đây người ta còn chú ý bảo đảm mặt cao cho đúng quy cách, khi cắt ngang miếng cao thì cao phải có hai lớp, lớp gần mặt có màu nâu hơi vàng, lớp dưới nâu đen.
Mỗi nước chiết cô đến gần được thì để yên hoặc nạo vét nhẹ nhàng trên lửa rất nhỏ cho mặt cao nổi lên, hớt lấy để riêng. Sau khi trộn và cô cả 3 nước chiết xong sẽ lấy phần hớt để riêng đổ vào chậu cô, khẽ khuấy cho tan đều và vẫn nổi trên mặt, vẫn nạo vét nhẹ để cao khỏi bén. Khi đổ cao ra khay không làm lộn mặt cao. Để nguội sẽ được một mặt cao vàng nâu và bóng đẹp, phần này là bổ nhất và tác dụng mạnh nhất trong cao. Bã xương còn lại chứa nhiều các muôi calci, không nên bỏ đi mà nên thu lại để chế thành muối tricalci phosphat dùng làm nguyên liệu chế cốm calci là thuốc bồi bổ chữa bệnh còi xương và chậm lớn của trẻ em cũng như dùng làm thuôc bổ sung calci cho cơ thể.

## Các loại
Một số loại cao động vật thường gặp được sử dụng làm thuốc trong Đông y là:

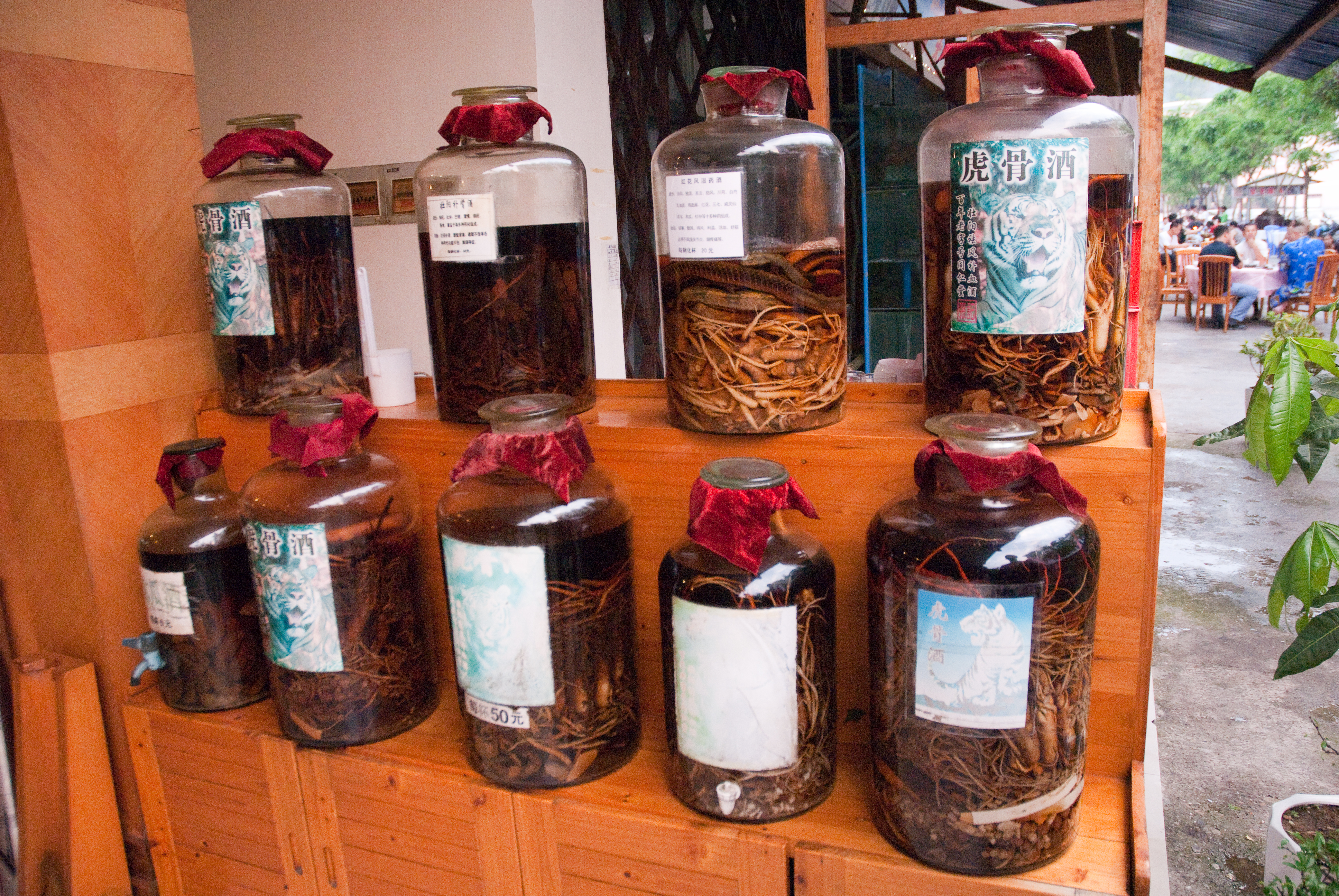
Rượu cao hổ cốt được bày bán ở Miến Điện

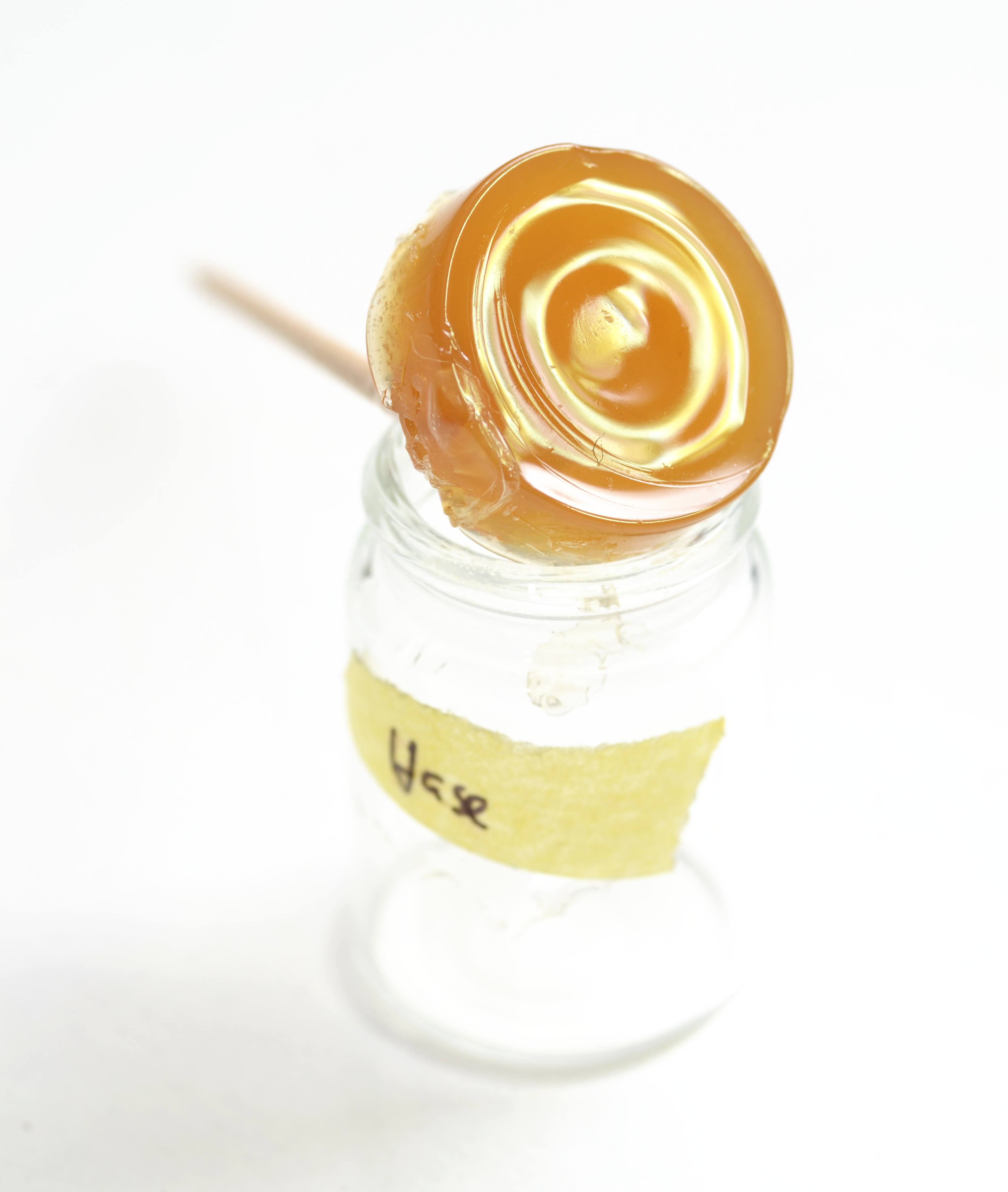
Keo da thỏ

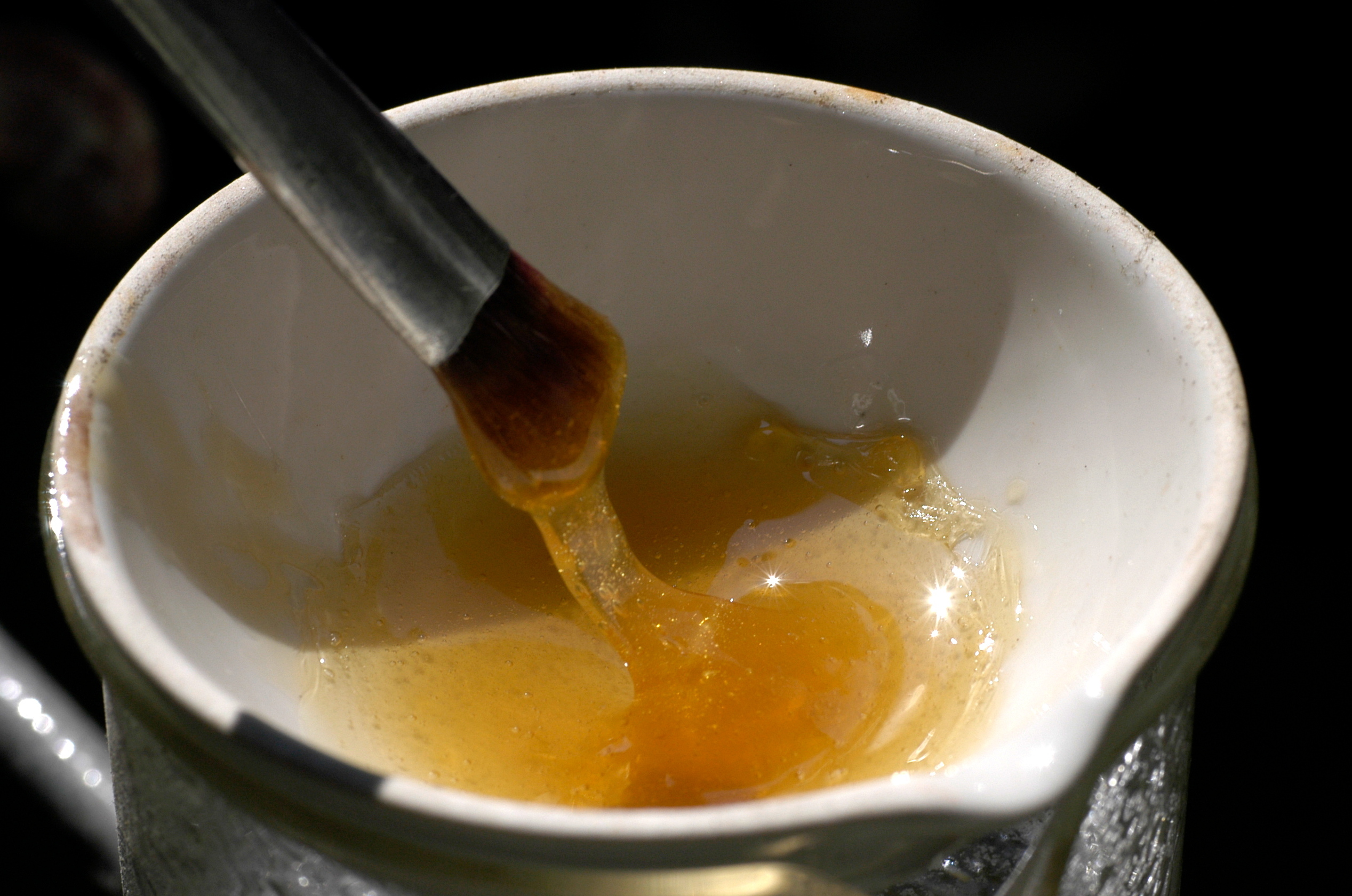
Cao động vật cô đặc

- Cao xương hổ (Cao hổ cốt): Xương hổ còn gọi là Hổ cốt hay Đại trùng cốt. Bộ phận dùng làm cao gồm toàn bộ xương phơi khô. Theo Đông y cao xương hổ tính nóng cay, mặn đi vào kinh can và thận. Dùng chữa phong hàn thấp, gân xương đau nhức, mỏi lưng, nhức chân, hồi hộp lo sợ, điên cuồng. Bồi bổ khí huyết hư tổn.
- Cao xương báo: Xương báo còn gọi là Báo cốt. Bộ phận sử dụng làm thuốc là toàn bộ xương các loài báo. Đông y cho rằng cao mềm nếu từ xương báo tính hơi ấm, vị cay, mặn đi vào kinh can, thận. Dùng làm thuốc bổ toàn thân, có thể dùng thay xương hổ để chữa đau nhức gân xương, tê thấp dưới dạng cao mềm.
- Cao xương gấu: Xương gấu còn gọi là Hùng cốt. Bộ phận sử dụng là toàn bộ xương các loài gấu đã phơi khô. Tính ấm, cay, vị mặn đi vào kinh can và thận. Tác dụng bồi bổ khí huyết hư tổn, chân lạnh đau buốt (cước khí), gân xương nhức mỏi, trẻ em trúng phong chân tay co giật cũng dùng ở dạng cao mềm.
- Cao xương hươu: Xương hươu nai còn gọi là Lộc cốt. Bộ phận dùng làm cao là toàn bộ xương hươu, nai phơi khô. Tính hơi ấm, vị mặn đi vào kinh can và thận. Thường được dùng phối hợp với các xương thú khác như hổ, báo, gấu, khỉ, dê, ngựa để nấu thành cao làm thuốc bổ khí huyết hư tổn. Uống ở dạng cao mềm hay rượu.
- Cao xương khỉ: Còn gọi là Hầu cốt. Bộ phận dùng là toàn bộ xương các loài khỉ phơi khô. Tính hơi ấm, vị mặn, đi vào thận. Dùng làm thuốc bổ máu, bổ toàn thân. Thường dùng cho phụ nữ kém ăn, kém ngủ, xanh xao, thiếu máu, ra mồ hôi trộm. Dùng dưới dạng cao mềm hòa với mật ong.
- Cao xương dê: Còn gọi là Dương cốt. Bộ phận dùng nấu cao là toàn bộ xương các loài dê phơi khô. Theo Đông y, cao xương dê tính ấm, vị mặn đi vào các kinh can, tỳ, thận. Tác dụng trị liệu gồm làm thuốc bổ máu, phụ nữ sau sinh cơ thể gầy yếu, ăn kém, sữa ít. Đặc biệt còn dùng xương dê phối hợp với xương các loài thú khác như hổ, báo, gấu, khỉ, chó, ngựa để nấu thành cao làm thuốc bổ toàn thân.
- Cao quy bản: Là dùng yếm rùa khô để nấu thành cao, nên quy bản còn gọi là yếm rùa hay quy giáp. Quy bản tính lạnh, vị ngọt, mặn đi vào các kinh thận, tâm, can, tỳ. Tác dụng chữa thận âm suy yếu, ù tai, nóng nhức trong xương, ho lâu ngày, di tinh, tay, chân, lưng, gối đau nhức; Phụ nữ khí hư, bạch đới.
- Cao mai ba ba: Mai ba ba còn gọi là Miết giáp hay Thủy ngư xác, Giáp ngư. Bộ phận dùng nấu cao là mai khô. Mai ba ba tính lạnh, vị mặn, đi vào các kinh can, thận, tỳ, phế. Được dùng làm thuốc bổ âm, dùng cho người lao gầy, lao lực quá độ, nhức xương, sỏi đường tiết niệu (tiểu ra sỏi), phụ nữ bế kinh. Sử dụng ở dạng bột, sắc hay cao mềm.
- Các loại cao khác như cao trăn toàn tính, cao khỉ toàn tính, cao dán ngoài như cao rết, cao nọc rắn, và loại cao ngựa bạch từ các giống ngựa bạch Việt Nam cũng được ưa chuộng.